# Quezailica
Quezailica es una aldea del Municipio de Santa Rosa de Copán, situada en el noroeste del Departamento de Copán, en la república de Honduras.

## Etimología
Quezailica, era parte del territorio de la cultura Maya y su nombre proviene de: Quezailica, nombre de un cacique maya. El significado también podría derivar del mexica quezalichcan, que significa "lugar de magueyes". Y es de esta palabra de donde proviene: quezalichtli  es una especia de maguey. Los aborígenes extraían fibras de sus pencas con las que elaboraban las pitas (cuerdas) y a la vez hilos para confeccionar vestidos. Posteriormente su nombre fue San Miguel de Quezailique, hasta quedar simplemente en Quezailica.

## Historia
Con la llegada de los españoles al sitio de Quezailica se fundaron unas casas en el siglo XVI y los pobladores conservaron su nombre; y estuvo bajo la jurisdicción de la Intendencia de Gracias a Dios. Seguidamente y con el auge de la siembra de la planta del Tabaco el poblado fue creciendo, por lo que el Obispo de la Diócesis de Comayagua otorgó la sede cural de la región y se edificó una la Iglesia que guarda al “Cristo Negro” o “Señor del Buen Fin”, según se tiene conocimiento que la fiesta Patronal de la localidad se celebra el 15 de enero de cada año. Quezailica, en el año de 1582 aparecía como propiedad privada del señor Urbano Escobar, aunque la población iba en aumento y debido a ello que en fecha 16 de julio de 1676 el señor Jacinto Rebollado y Miguel de Gálvez procedieron a remedir las tierras ejidales de la localidad, ya que el título original se había quemado y preocupaba a la población indígena, el quedarse sin sus tierras ya adquiridas en compra, ya en el año de 1684 el pueblo en sí y sus alrededores contaba con alrededor de unos mil habitantes, durante los años de 1838 al de 1840 el pueblo fue víctima de la peste del cólera morbus, muchos fallecieron, descendiendo en gran medida la población.
Quezaílica, se encontraba en el siglo XVIII, como uno de los principales poblados dentro de la Jurisdicción de la Intendencia de Gracias a Dios por su posición geográfica; los otros pueblos eran: Sensenti, Copán, Gualcho, Corquín y la Alcaldía Mayor de San Andrés de la Nueva Zaragoza, hoy aldea del municipio de La Unión (Copán).
Al fundarse la hacienda de "Los Llanos" de Santa Rosa, en el siglo XVII, muchos de sus colonos eran descendientes de Quezailica que emigraron, con el transcurso del tiempo fue creciendo hasta convertirse en aldea y luego en villa, como tal; estaba a cargo de la Iglesia de la localidad de Quezailica, hasta el nombramiento de Santa Rosa como Municipio del Departamento de Copán y así la aldea de Quezailica, desde el 23 de julio de 1921 quedó dentro de la jurisdicción municipal de Santa Rosa y se nombró como primer Alcalde Auxiliar al señor Francisco Alvarado.

### Curato
En fecha 2 de febrero de 1916 su santidad Benedicto XV mediante la Bula Quae Rei Sacrae, declaró Provincia Eclesiástica a Santa María de la Nueva Valladolid de Comayagua, con una Arquidiócesis de Tegucigalpa, y ordenó la creación de un obispado y Diócesis de Santa Rosa de Copán y se mandó construir el Palacio Episcopal en Santa Rosa, quedando la localidad de Quezailica sin curato, también dentro de la jurisdicción religiosa de Santa Rosa. Más tarde, siendo Presidente de Honduras el General don Vicente Tosta Carrasco en 1925, eleva a la iglesia de la localidad de Quezailica como: Santuario del “Cristo Negro” o “Señor del Buen Fin”.

## Santuario
La Iglesia de la localidad de “Quezaílica”, tiene como patrón al “Cristo Negro” o "Señor del Buen fin"; durante las excavaciones para sus cimientos, fueron encontrados restos de la civilización maya, y otros que se pueden observar dentro de sus atrios. La iglesia tiene en su fachada un reloj que le fue colocado y que mantiene un aspecto singular de una “Flor de Girasol”, el color de sus paredes exteriores, como interiores es completamente el blanco.

### Cristo Negro
Esta imagen se caracteriza por ser una escultura de Jesús en color negro y crucificado, según investigaciones recientes, este Cristo podría ser el primero en traerse a Centroamérica por parte de los fieles; la adoración del Cristo Negro, tanto en Esquipulas como el de Quezailica, Copán, no tenían otro objetivo que el de sustituir y/o, contrarrestar los centros ceremoniales (Maya-Chortís) de los lugareños, los misioneros cristianos pregonaban sobre la ofensa hacia el Dios verdadero, al adorar las creaciones naturales de los rituales indígenas.
Esta imagen del "Cristo Negro" es semejante al encontrado en la Basílica de Esquipulas, departamento de Chiquimula, república de Guatemala fundada entre los años 1560/1570 y la otra imagen del “Cristo Negro” se encuentra en una iglesia blanca, en Juayúa población fundada en 1577 y situada en el departamento de Sonsonate, República de El Salvador. Cabe recalcar que la imagen del “Cristo Negro” de Santiago de Esquipulas, fue obra del escultor portugués Quirio Cataño, datado en fecha 9 de marzo de 1595.

### Leyendas
Según cuenta una leyenda verbal de los fieles lugareños, cuando se realizaban las romerías y fiestas patronales de Esquipulas, Guatemala y Quezailica, Honduras; las imágenes de los "Cristos negros" eran portados por los feligreses hacia la frontera, algunos dicen que se intercambiaban; otros, que se colocaban como si se saludasen con el objeto de unificar la fe y la hermandad en los pueblos; ésta tradición concluyó, debido a dos factores: PRIMERO: Cuando los territorios centroamericanos se delimitaron en el siglo XVII. y SEGUNDO: Las costumbres tradicionales sufren cambios, de acuerdo y a cimentándose a los nuevos tiempos; se tiene conocimiento que el último traslado se realizó a mediados del siglo XX.

## Datos

### Funcionarios
Un Alcalde auxiliar elegido por los ciudadanos es el funcionario de mayor rango gubernamental del pueblo, que alcanza los 2,000 habitantes.

### Educación
Existe un Instituto o Centro Básico "Licenciado Jesús María Rodríguez Orellana" que es de primera y segunda enseñanza, fundado en 1998, Un jardín de niños "General Francisco Morazán inaugurado en 1991.

### Actividades
Los habitantes en su mayoría se dedican a la ganadería, cultivo de tabaco, Caña de azúcar y hortalizas; el porcentaje de personas empleadas obreros y campesinos, es de 24.3%.

### Feria Patronal
15 de enero de cada año.

### Clima
El clima es subtropical templado con temperatura en verano de 25° - 30° y en invierno de 13º - 15º grados celcius.
Se puede acceder a esta localidad colonial, por la Carretera Internacional, a 11 kilómetros tomando el desvío al Municipio de San José (Copán).